# Thymoites
Thymoites (altgriechisch Θυμοίτης Thymoítēs), der Sohn des Oxyntes und der Phyllis, wurde nach seinem Bruder Apheidas, den er hinterlistig ermordet haben soll, König von Attika.
Während eines Kriegs gegen Böotien wurde Thymoites vom thebanischen König Xanthos zu einem Zweikampf aufgefordert, verweigerte ihn aber. Stattdessen kämpfte Melanthos gegen Xanthos, besiegte diesen und verdrängte anschließend Thymoites vom Athener Thron. So endete die Herrschaft der Kekropiden.